# Dossa Júnior
Pour les articles homonymes, voir Dossa (homonymie).
Dossa Júnior, de son nom complet Dossa Momad Omar Hassamo Júnior, né le 28 juillet 1986 à Lisbonne au Portugal, est un ancien footballeur international chypriote d'origine portugaise. Il évoluait au poste de défenseur central.

## Biographie

### Parcours au Portugal, puis à Chypre
En juillet 2012, après plusieurs années passées sur le territoire chypriote, Dossa Júnior obtient la double nationalité et devient donc éligible pour la sélection chypriote. Le 15 août, il joue son premier match international contre la Bulgarie (défaite un à zéro).

### Au Legia Varsovie
Le 2 juillet 2013, Dossa Júnior signe un contrat de trois ans avec le Legia Varsovie, champion de Pologne en titre. Il y rejoint son beau-frère, le Portugais Hélio Pinto, arrivé deux semaines plus tôt. Le 17 juillet, Dosa Júnior dispute sa première rencontre avec le club polonais, en Ligue des champions contre The New Saints. Trois jours plus tard, il fait ses débuts en Ekstraklasa, en entrant sur le terrain à l'heure de jeu face au Widzew Łódź.

## Palmarès
AEL Limassol
- Champion de Chypre en 2012.

 Legia Varsovie
- Champion de Pologne en 2014.
- Vainqueur de la Coupe de Pologne en 2015.